# Toute la télé chante pour le Sidaction (émission de télévision)
Toute la télé chante pour le Sidaction reprend une idée de 1994. Chaque année, depuis 2013, des artistes de la chanson française chantent en duo, en trio ou en groupe avec des animateurs de différentes chaînes de télévision française au profit du Sidaction.

## Édition 2013 au Théâtre Marigny
| Chanson                     | Chanteur d'origine                  | Chanteur de la reprise | Animateur TV de la reprise    |
| --------------------------- | ----------------------------------- | ---------------------- | ----------------------------- |
| Ca c'est vraiment toi       | Téléphone                           | Florent Mothe          | Audrey Pulvar                 |
| Hélène                      | Roch Voisine                        | Roch Voisine           | Karine Le Marchand            |
| Envole-moi                  | Jean-Jacques Goldman                | M. Pokora              | Sandrine Quétier              |
| Je l'aime à mourir          | Francis Cabrel                      | Christophe Willem      | Valérie Damidot               |
| Comme des enfants           | Cœur de pirate                      | Cœur de pirate         | Laurent Ruquier               |
| Salut les amoureux          | Joe Dassin                          | Nolwenn Leroy          | Michel Drucker                |
| La lettre                   | Renan Luce                          | Renan Luce             | Laurence Ferrari              |
| Donner pour donner          | France Gall et Elton John           | Hélène Ségara          | Stéphane Bern                 |
| Message personnel           | Françoise Hardy                     | Alain Chamfort         | Carole Rousseau               |
| Pour un flirt               | Michel Delpech                      | Natasha St-Pier        | Cyril Hanouna                 |
| Paroles, paroles            | Dalida et Alain Delon               | Claire Keim            | Thomas Hugues                 |
| Bonnie and Clyde            | Serge Gainsbourg et Brigitte Bardot | Baptiste Giabiconi     | Daniela Lumbroso              |
| La ballade des gens heureux | Gérard Lenorman                     | Gérard Lenorman        | Avy Marciano et Joakim Latzko |
| Mammy Blue                  | Nicoletta                           | Nicoletta              | Audrey Chauveau               |
| L'horloge tourne            | Mickaël Miro                        | Mickaël Miro           | Louise Ekland                 |
| L'été indien                | Joe Dassin                          | Lara Fabian            | Laurent Boyer                 |
| Göttingen                   | Barbara                             | Vincent Delerm         | Catherine Ceylac              |

## Édition 2014 au Théâtre Mogador
| Chanson                              | Chanteur d'origine   | Chanteur de la reprise                                                        | Animateur TV de la reprise |
| ------------------------------------ | -------------------- | ----------------------------------------------------------------------------- | -------------------------- |
| La belle vie                         | Sacha Distel         | Damien Sargue, Philippe Lellouche, Corneille, Vincent Niclo et Emmanuel Moire | Roselyne Bachelot          |
| La voix des Sages (No More Fighting) | Yannick Noah         | Yannick Noah                                                                  | Aïda Touihri               |
| L-O-V-E                              | Nat King Cole        | Julien Doré                                                                   | Virginie Guilhaume         |
| Du côté de chez Swann                | Dave                 | Dave                                                                          | Marc-Olivier Fogiel        |
| Le mendiant de l'amour               | Enrico Macias        | Enrico Macias                                                                 | Anne-Sophie Lapix          |
| Gabrielle                            | Johnny Hallyday      | Patrick Fiori                                                                 | Jean-Luc Reichmann         |
| Tout l'amour que j'ai pour toi       | Dario Moreno         | Michel Leeb                                                                   | Natacha Polony             |
| Pour me comprendre                   | Michel Berger        | Nolwenn Leroy                                                                 | Aymeric Caron              |
| Mes mains sur tes hanches            | Salvatore Adamo      | Salvatore Adamo                                                               | Sophie Davant              |
| Elisa                                | Serge Gainsbourg     | Alizée                                                                        | Vincent Cerutti            |
| Mistral gagnant                      | Renaud               | Amel Bent                                                                     | Thomas Thouroude           |
| New-York avec toi                    | Téléphone            | Emmanuel Moire                                                                | Estelle Denis              |
| Bang Bang                            | Sheila               | Sheila                                                                        | Damien Thévenot            |
| En chantant                          | Michel Sardou        | Natasha St-Pier                                                               | Cyril Féraud               |
| L'assassymphonie                     | Mozart, l'opéra rock | La troupe de Mozart, l'opéra rock                                             | Wendy Bouchard             |
| Histoire éternelle                   | La Belle et la Bête  | La troupe de La Belle et la Bête                                              |                            |
| Game Over                            | Maître Gims et Vitaa | Vitaa                                                                         | Titoff                     |
| Bidon                                | Alain Souchon        | Gaël Faure                                                                    | Jérôme Pitorin             |
| Ce n'est rien                        | Julien Clerc         | Bénabar                                                                       | Valérie Expert             |
| C'est la fête                        | La Belle et la Bête  | La troupe de La Belle et la Bête                                              |                            |

## Édition 2015
| Chanson                        | Chanteur d'origine                                       | Chanteur de la reprise                         | Animateur TV de la reprise                                               |
| ------------------------------ | -------------------------------------------------------- | ---------------------------------------------- | ------------------------------------------------------------------------ |
| Comme un boomerang             | Étienne Daho et Dani                                     | Shy'm                                          | Christophe Dechavanne                                                    |
| Joue pas                       | François Feldman et Joniece Jamison                      | François Feldman                               | Laurence Boccolini                                                       |
| La javanaise                   | Serge Gainsbourg                                         | Louane Emera                                   | Alessandra Sublet                                                        |
| Je te survivrai                | Jean-Pierre François                                     | Patrick Fiori                                  | Benjamin Castaldi                                                        |
| La tendresse                   | Daniel Guichard                                          | Daniel Guichard                                | Léa Salamé                                                               |
| La Bohème (version espagnole)  | Charles Aznavour                                         | Chico & The Gypsies                            | Laurent Ournac                                                           |
| Michèle                        | Gérard Lenorman                                          | Gérard Lenorman                                | Mimie Mathy                                                              |
| Viva la vida                   | Michel Fugain                                            | Michel Fugain                                  | Bruce Toussaint                                                          |
| Les grands boulevards          | Yves Montand                                             | Antoine Duléry, Damien Sargue et Dany Brillant | Laurie Cholewa, Élodie Gossuin et Tania Young                            |
| Magic in the air               | Magic System                                             | Magic System                                   | Denis Brogniart                                                          |
| Vous permettez, Monsieur       | Salvatore Adamo                                          | Salvatore Adamo                                | Virginie Guilhaume, Philippe Urraca, Pierre Marcolini et Christophe Adam |
| C'est magnifique               | Luis Mariano                                             | Vincent Niclo                                  | Cristina Córdula                                                         |
| Pour le plaisir                | Herbert Léonard                                          | Herbert Léonard                                | Julien Lepers                                                            |
| Douce France                   | Charles Trenet                                           | Joyce Jonathan                                 | Gérard Holtz                                                             |
| Que reste-t-il de nos amours ? | Charles Trenet                                           | Julien Doré                                    | Ophélie Meunier                                                          |
| Un autre monde                 | Téléphone                                                | Chimène Badi                                   | Julien Arnaud et Caroline Roux                                           |
| Un, deux, trois                | Jean-Jacques Goldman, Michael Jones et Carole Fredericks | Michael Jones et Yseult                        | Julien Courbet                                                           |
| Il jouait du piano debout      | France Gall                                              | Hélène Ségara                                  | Damien Thévenot et Thierry Beccaro                                       |
| L'amour est enfant de Bohème   | Carmen                                                   | Brigitte                                       | Maïtena Biraben                                                          |
| Foule Sentimentale             | Alain Souchon                                            | La troupe de La Légende du roi Arthur          | L'équipe de La Quotidienne de France 5                                   |
| Tombe la neige                 | Salvatore Adamo                                          | Salvatore Adamo                                | Catherine Laborde                                                        |
| Désir, désir                   | Laurent Voulzy et Véronique Jannot                       | Alex Beaupain                                  | Anne-Élisabeth Lemoine                                                   |

La nouveauté de cette édition 2015 est d'avoir également des artistes qui font des sketchs en coulisses, à savoir l'illusionniste Gus, le magicien Eric Antoine et l'imitateur Marc-Antoine Le Bret.